# Юнія Кальвіна
Юнія Кальвіна (*Iunia Calvina, 25 —прибл. 79) — давньоримська матрона часів раньої Римської імперії.

## Життєпис
Походила з патриціанського роду Юніїв Сіланів. Донька Марка Юнія Силана, консула 19 року, прапраонучка імператора Августа.
Була одружена з Луцієм Вітеллієм, консулом-суфектом 48 року. Втім вже у 47 році вона розлучилася з ним. Вела вільний спосіб життя, мала багато коханців. У 48 році колишній свекор Кальвіни — Луцій Вітеллій хибно звинуватив її в інцесті з братом Луцієм Сіланом. Проте Юнію Кальвіну було засуджено на вигнання з Італії.
У 59 році імператор Нерон дозволив їй повернутися. У Римі вона продовжила свій звичайний спосіб життя. При цьому не втручалася у політичні чвари. Померла близько 79 року.